# Niacin
Niacin (z angl. zkr. nicotinic acid vitamin), vitamín B3, též vitamín PP (starší název z angl. Pellagra Preventive factor ), kyselina nikotinová, je ve vodě rozpustný vitamín, jehož deriváty hrají klíčovou roli v energetickém metabolismu buňky. Další formou vitamínu B3 je nikotinamid, ve kterém je karboxylová skupina nahrazena skupinou karboxamidovou (CONH2). Jeho nedostatek v těle způsobuje nemoc zvanou pellagra.

## Niacin v potravě
Vitamín B3 je ve vodě rozpustný vitamín, v těle se neukládá a jeho syntéza je omezená, je tedy nutný jeho příjem v potravě.
Niacin se vyskytuje v mnoha potravinách rostlinného i živočišného původu. Dobrými zdroji niacinu jsou pivovarské kvasnice, játra, tuňák, krůtí maso, semena slunečnice, fazole a hrách. Je přítomen v mléce, vejcích, listové zelenině, brokolici i mrkvi.
Doporučená denní dávka
|              | věk (roky) | niacin [mg] |
| ------------ | ---------- | ----------- |
| Kojenci      | 0,0–0,5    | 5           |
| Kojenci      | 0,5–1,0    | 6           |
| Děti         | 1–3        | 9           |
| Děti         | 4–6        | 12          |
| Děti         | 7–10       | 13          |
| Muži         | 11–14      | 17          |
| Muži         | 15–18      | 20          |
| Muži         | 19–24      | 19          |
| Muži         | 25–50      | 19          |
| Muži         | 51+        | 15          |
| Ženy         | 11–14      | 15          |
| Ženy         | 15–18      | 15          |
| Ženy         | 19–24      | 15          |
| Ženy         | 25–50      | 15          |
| Ženy         | 50+        | 13          |
| Těhotné ženy |            | 17          |
| Kojící ženy  |            | 20          |

Údaje z Recommended Dietary Allowances, 10th Edition. Food and Nutrition Board, National Research Ccouncil–National Academy of Sciences, 1989
- Vyšší potřeba niacinu je u lidí s onemocněním ledvin, při horečkách, infekcích, v těhotenství, při kojení, ve stáří, při zvýšené psychické a fyzické námaze, při konzumaci velkého množství sladkostí a alkoholu, [4] při kouření a také při vedrech, mrazech a znečištěném ovzduší. [5]

- Niacin se doporučuje přijímat současně i s ostatními vitaminy skupiny B, protože tyto vitaminy se ve svém působení na organismus vzájemně doplňují. [5]

V některých zemích se Niacin používá jako aditivum ke zlepšení barvy mletého masa. Kyselina nikotinová totiž reaguje s hemoglobinem a myoglobinem za vzniku barevného komplexu.
V Evropě není použití niacinu k tomuto účelu dovoleno.

## Role niacinu v organismu
Niacin je nutný pro uvolňování energie z potravy. Kyselina nikotinová může být používána ke snižování hladiny cholesterolu v krvi.
Niacin je buňkami využíván k syntéze NAD+ a NADP+, které se uplatňují jako koenzymy dehydrogenáz.
Jsou klíčovými složkami metabolických drah sacharidů, lipidů i aminokyselin (např. cyklu kyseliny citrónové). Početné dehydrogenázy pomocí NAD+ oxidují molekuly vznikající při odbourávání cukrů, lipidů i aminokyselin nebo exogenních substrátů jako je alkohol (viz výše). Při těchto reakcích se vedle oxidovaných produktů (v případě ethanolu je to jedovatý acetaldehyd) tvoří NADH + H+, jenž podléhá reoxidaci (po přenosu redukčních ekvivalentů do mitochondrií) především pomocí mitochondriální NADH dehydrogenázy, která je napojena na syntézu (přenašeče chemické energie) ATP.
Kyselina nikotinová zabraňuje uvolňování mastných kyselin z tukové tkáně, což vede ke snížené tvorbě lipoproteinů VLDL, IDL a LDL, které nesou cholesterol. Tak dochází ke snížení množství cholesterolu v krvi.
Ve velkých dávkách niacin rozšiřuje cévy, může být proto použit i při léčbě vysokého krevního tlaku.

### Biosyntéza niacinu
Esenciální aminokyselina tryptofan může být v játrech převedena na NAD+. Za každých 60 mg tryptofanu může být vytvořen 1 mg nikotinamidu. Syntéza je velmi pomalá a vyžaduje vitamín B6 Enzym chinolinátfosforibosyltransferasa, který je klíčový při k přeměně tryptofanu na NAD+, může být zablokován přebytkem aminokyseliny leucinu.

### Projevy nedostatku
Aby se projevil nedostatek vitamínu B3, musí být strava chudá na niacin i na tryptofan. Také nadbytek leucinu může způsobit nedostatek vitamínu inhibicí jeho syntézy v organismu.
Lehký nedostatek se projeví nespavostí, nechutenstvím, bolestmi břicha a dalšími nespecifickými symptomy. Jazyk je hladký a suchý, nápadně červený (vzhledu hovězího masa). Vážný nedostatek způsobí pelagru. Ta se projevuje hubnutím, poruchami zažívání, dermatitidami a demencí.
Role vitamínu B3 při získávání energie v buňkách různých tkání je zvýrazněna výskytem nemocí jejichž progrese souvisí s nedostatečnou tvorbou přenašeče chemické energie či chemického potenciálu ATP. Nervové buňky jsou příkladem mimořádné závislosti na schopnosti udržovat potenciál ATP na vysoké úrovni pomocí oxidativního metabolismu a to se ukazuje při defektech mitochondriálních dehydrogenáz (viz mitochondriální onemocnění), jakož i při nedostatku vitaminu B1 (např. při závislosti na alkoholu, viz tamtéž).
B3 patří mezi vitaminy, na jejichž zásobování se mohou podílet bakterie ve střevním traktu. Toto zásobování bývá přerušeno během některých terapeutických zásahů, např. při podávání antibiotik. U jednoho z modelů amyotrofické laterální sklerózy byl zjištěn pozitivní vliv střevní flóry produkující vitamín B3 na zpomalení neurodegenerativních pochodů při této nemoci.
Pelagra se vyskytuje tam, kde se potrava lidí skládá hlavně z kukuřice (neobsahuje využitelný vitamín B3) nebo čiroku (obsahuje příliš leucinu).

### Předávkování vitamínem B3
Vitamín B3 je rozpustný ve vodě, v organismu se neukládá a je vylučován močí. Za normálních okolností tedy předávkování není možné.
Při přílišné spotřebě vitamínových doplňků nebo při konzumaci masa, které bylo obarveno niacinem, se mohou objevit příznaky jako zčervenání, svědění, bolesti břicha nebo snížení krevního tlaku.